# Courtisols
Courtisols település Franciaországban, Marne megyében. Lakosainak száma 2345 fő (2022. január 1.). Courtisols Bussy-le-Château, La Cheppe, Chepy, L’Épine, Marson, Moncetz-Longevas, Poix, Saint-Memmie, Sarry és Somme-Vesle községekkel határos.

## Népesség
A település népességének változása:
| Lakosok száma | 1287 | 2202 | 2400 | 2575 | 2472 | 2453 | 2425 | 2382 | 2361 | 2345 |
|               | 1968 | 1982 | 1990 | 2006 | 2013 | 2015 | 2017 | 2019 | 2020 | 2022 |